# مگنیتو (کمیک)
اریک ماگنوس لِنشِر معروف به مگنیتو (به انگلیسی: Magneto) یک شخصیت خیالی در کتاب‌های کامیک آمریکایی منتشر شده توسط مارول کامیکس، که اغلب با مجموعه مردان اکس در ارتباط است. شخصیت مگنیتو توسط نویسنده استن لی و طراح جک کربی خلق شده‌است که برای اولین بار، در شمارهٔ ۱ مجلهٔ مردان ایکس در سپتامبر ۱۹۶۳ به عنوان دشمن دیرینهٔ مردان ایکس معرفی شد.
او یکی از بزرگ‌ترین ضد قهرمان‌های مارول و بنیان‌گذار و رهبر اصلی گروه انجمن جهش‌یافتگان شرور است. کوئیک سیلور، اسکارلت ویچ و پولاریس فرزندان او هستند. مگنیتو معتقد است که تنها راه حفاظت از جهش یافته‌ها، حکومت آن‌ها بر انسان هاست. این تفکر او را در برابر دوست سابقش پروفسور ایکس (و گروهش مردان ایکس که به دنبال برابری بین جهش یافته‌ها و انسان‌ها و تضمین امنیت هر دو گروه هستند) قرار می‌دهد. نقش مگنیتو از یک شخصیت ابرشرور تا ضدقهرمان و ابرقهرمان در مجموعه کمیک‌ها متفاوت است که اغلب به عنوان متحد و حتی یکی از اعضای مردان ایکس ظاهر شده‌است، مگنیتو ازجمله کسانی بود که با انتقام‌جویان مقابله کرد.
ایان مک‌کلن نقش شخصیت مگنیتو را از زمان مردان ایکس در سال ۲۰۰۰، در فیلم‌های مختلفی ایفا کرده‌است، در حالی که مایکل فاسبندر نسخهٔ جوان‌تر این شخصیت را در فیلم‌های پیش‌در‌آمد این مجموعه پس از مردان ایکس: کلاس اول در سال ۲۰۱۱ به تصویر کشیده‌است. هر دو بازیگر نسخه‌های مربوط به خود را در فیلم مردان ایکس: روزهای گذشته آینده (۲۰۱۴) به تصویر کشیدند.

## بیوگرافی شخصیت داستانی

### اوایل زندگی
مگنیتو در آلمان نازی متولد شد و نام وی در اصل «مکس آیزنهارت» است ولی پدرش برای مخفی شدن از نازی‌ها، نام خانوادگیشان را به «لنشر» تغییر داد. با این حال او و خانواده‌اش به اسارت نازی‌ها درآمدند. تجربه بیگاری اریک جوان در اردوگاه‌های کار اجباری نازی و نجات یافتن از مرگ (بر خلاف خانواده‌اش) به دلیل قدرت‌های ویژه‌اش که نازی‌ها به آن علاقه داشتند، تأثیری بزرگ بر تفکرات وی گذاشت.

### تحت تعقیب نازی‌ها
پدرش یاکوب یک کهنه سرباز جنگ جهانی اول بود و باور نمی‌کرد که ملتی که برای آن جنگیده بود به او پشت کرده‌است. مکس پدرش را همراهی کرد تا سرگرد یورگن شارف را ببیند که در جنگ جهانی اول او را نجات داد. پدرش به دلیل «دردسر درست کردن» در دفتر شارف و مقاومت در برابر دستگیری منتظر سرگرد بود و توسط گروهی از نازی‌ها مورد ضرب و شتم قرار گرفت. پس از ساعت‌ها ضرب و شتم، سرگرد شارف یاکوب را از دفترش بیرون کرد و اظهار داشت که نازی‌ها او را می‌کشتند و اکنون یکنواخت هستند. با بدتر شدن اوضاع در آلمان، پدر مکس مجبور شد واقعیت را بپذیرد و خانواده را پس از کریستال‌ناخت به ورشو، لهستان آورد.
آنها از دست نازی‌ها در ورشو در امان نخواهند بود، زیرا این شهر پس از آغاز جنگ جهانی دوم تحت اشغال آلمان قرار گرفت. این خانواده در بخش یهودی ورشو زندگی می‌کردند، جایی که نازی‌ها محله یهودی نشین ورشو را در اکتبر ۱۹۴۰ ساختند. مکس یک قاچاقچی شد تا به خانواده‌اش کمک کند زنده بمانند. هنگامی که نازی‌ها در ژوئیه ۱۹۴۲ شروع به تبعید ساکنان گتو به اردوگاه کشتار تربلینکا کردند، مکس و خانواده اش از ورشو فرار کردند. در راه رفتن به یک مخفیگاه، توسط سربازان نازی دستگیر شدند. در حالی که قرار بود اعدام شوند، جاکوب با بیرون راندن مکس از خط تیر بدون اینکه کسی متوجه شود، جان او را نجات داد. اجساد و مکس در یک گور دسته جمعی دفن شدند.

### هولوکاست
در سال ۱۹۴۴، مکس شاهد جناب شوم و ژنتیک دان جوزف منگل بود که در آشویتس فعالیت می‌کردند. مکس به منگل اعتماد نکرد و در نتیجه برای اجتناب از انتخاب شدن برای آزمایش‌های ژنتیک، یک سوندرکماندو شد، او با تمیز کردن کوره‌های کوره‌های آدم سوزی، اجساد دوستانش را که توسط متخصص ژنتیک انتخاب شده بودند، کشف کرد و به هیولا تبدیل شدند، ماکس تنها عضوی از خانواده‌اش که از هولوکاست جان سالم به در برد، از نزدیک فهمید که انسان‌ها چگونه می‌توانند به طرز وحشیانه‌ای با افرادی که آنها را متفاوت می‌دانند رفتار کنند، مکس به دلیل هپاتیت ناشی از کار در کمپ، مانند بسیاری از افراد، قادر به دسترسی به قدرت‌های جهش یافته خود در دوران بلوغ نبود، زمانی که مکس در آشویتس بود، دوباره با ماگدا متحد شد و به قاچاق مواد غذایی و آذوقه برای او ادامه داد. مکس ماگدا را از اتاق گاز و سپس از اعدام نجات داد، با شورش سوندرکماندو، هر دو با هم فرار کردند. برای چندین سال، مکس و ماگدا در یک روستای کوهستانی کارپات زندگی کردند و در نهایت آنها ازدواج کردند، آنها یک دختر به نام آنیا داشتند، مکس که از زندگی ساده یک روستای کوهستانی راضی نبود، خانواده خود را به شهر وینیتسیا در آن زمان شوروی نقل مکان کرد تا بتواند خود را بهبود بخشد.
در اولین روز حضورشان در شهر، مکس برای اولین بار آگاهانه از قدرت خود استفاده کرد. مکس به صورت مغناطیسی یک کلاغ را به سمت رئیسش پرتاب کرد که او را در پرداخت دستمزدش فریب می‌داد.
وقتی به مسافرخانه‌ای که مگدا، آنیا و او در آن اقامت داشتند بازگشت، مکس دید که در آتش است و دخترش آنیا در طبقات بالا گیر افتاده‌است.
او سعی کرد از قدرت‌های جدید خود برای نجات دخترش استفاده کند، اما رئیسش با کاگ‌ب تماس گرفته بود و آن‌ها مکس را کتک زدند و او را نگه داشتند و مانع از نجات آنیا شدند. کودک در مقابل چشمان پدرش در حال سوختن به زمین افتاد. مکس سپس از قدرت خود استفاده کرد تا مردانی را که او را نگه داشته بودند، جمعیتی که در حال تماشا بودند و بخش بزرگی از شهر وینیتسیا را به عنوان انتقام از بین ببرد.
مگدا که از قدرت‌های شوهرش وحشت زده شده بود و از این تراژدی غرق شده بود، فرار کرد و ناخودآگاه دوقلو باردار شد. هنگامی که مکس تلاش کرد دخترش را دفن کند، سربازان بیشتری پس از شنیدن کارهایی که او انجام داده بود آمدند و به او حمله کردند. پس از اصابت گلوله به سر، مکس سربازان را مجبور کرد که اسلحه‌های خود را به سمت خود بچرخانند.

## نسخه‌های دیگر

### مارول التیمیت
اریک پسر دو مأمور سلاح ایکس (کانادایی) به دنیا آمد. زمانی که اریک ۱۳ ساله بود، قدرت جهش مغناطیسی او آشکار شد و پدرش را بر آن داشت تا او را در حالت مستی بکشد. اریک با رفلکس خالص گلوله‌ای را که پدرش شلیک کرده بود به سمت او منحرف کرد و او را کشت. هنگامی که اریک در سنین نوجوانی خود رشد کرد، به حقیقت محیطی که در آن بزرگ شده بود و اینکه یک جهش یافته بود، پی برد. اریک که از شکنجه جهش یافته ایکس توسط سلاح ایکس و تلاش آنها برای یافتن درمانی برای ژن جهش یافته منزجر شده بود، از قدرت خود استفاده کرد تا جهش‌یافته ایکس را آزاد کند و مادرش و چندین عامل دیگر سلاح ایکس را در این فرایند قبل از فرار از تأسیسات سلاح ایکس کشت.
اریک لنشر با زنی انسانی به نام مگدا ازدواج کرد و در نهایت پس از شنیدن کار او در نجات بیماران جوان جهش یافته با قدرت‌های غیرقابل کنترل، به تله پات جهش‌یافته چارلز اگزاویر نزدیک شد. لنشر و اگزاویر همدیگر را جذاب می‌دانستند، هیچ‌یک قبلاً با یک جهش‌یافته بالغ ملاقات نکرده بودند. آن‌ها دوستان صمیمی شدند و یک ایدئولوژی را توسعه دادند که جهش یافته‌ها را جایگزین بشر می‌دانست. در نهایت، هر دو مرد همسران خود را ترک کردند تا برادری جهش یافته‌ها را تأسیس کنند، پناهگاهی امن برای جهش یافته‌های تحت تعقیب. اریک فرزندان جهش یافته خود را که از یک معشوقه قبلی باردار شده بودند با خود برد و بعداً منکر عشق به همسرش شد.

## در رسانه‌ها
این شخصیت در شش فیلم از هفت فیلم مردان ایکس حضور داشته‌است. ایان مک‌کلن تا به حال نقش او را در پنج فیلم ایفا کرده‌است.
مایکل فاسبندر نیز در نقش مگنیتو جوان در فیلم‌های مردان ایکس: کلاس اول و مردان ایکس: آپوکالیپس حضور دارد و هر دوی آن‌ها در فیلم مردان ایکس: روزهای گذشته آینده، در دو بازهٔ زمانی مختلف (زمان حال و گذشته) به ایفای نقش پرداخته‌اند. بیل میلنر هم در فیلم مردان ایکس: کلاس اول نقش دوران نوجوانی او را بازی کرده‌است.